# Salesforce
A Salesforce é uma empresa americana de software on demand (software sob demanda), mais conhecida por ter produzido o CRM chamado Sales Cloud. Além desta solução, a empresa conta com outros produtos com foco em atendimento ao cliente, marketing, inteligência artificial, gestão de comunidades, criação de aplicativos entre outras frentes. As soluções da Salesforce são indicadas para PMEs (pequenas e médias empresas) e também para grandes corporações.
Atualmente, a empresa pertence ao top 5 de melhores empresas para se trabalhar.

## Empresa
Fundada em 1999, por Marc Benioff, ex-executivo da Oracle num período que pouco se falava de computação em nuvem.
A companhia está presente em mais de 23 países e fatura anualmente em média US$ 7 bilhões.
Em 2013, a companhia abriu seu primeiro escritório no Brasil, na cidade de São Paulo.
Publicou recentemente em seu relatório do ano fiscal 2016, findo em 31 de janeiro de 2016, receitas totais de US$ 6,205 bilhões.
Em 2022, a empresa fez a aquisição da Atonit, uma companhia paulista especializada em marketplace com menos de dois anos de mercado. Trata-se da primeira compra no mercado brasileiro.